# Coop.ch
coop.ch, anciennement Coop@home, est le supermarché en ligne du groupe Coop. Son plus grand concurrent est Migros Online, qui appartient au distributeur Migros. 
Disponible en français, en allemand et en anglais, ce site propose un large choix de denrées alimentaires, d'articles de ménage et de produits de beauté.

## Histoire
Le supermarché en ligne a été lancé le 24 août 2001 à Zurich et environs sous le nom de « Remote Ordering ». En 2006, il a fusionné avec Wein-Shop pour devenir Coop@home. Depuis 2008, le service de livraison de Coop@home dessert les mêmes localités que la Poste suisse. Le site était disponible en français, en allemand et en anglais depuis l'automne 2010. Coop@home possède également une application pour iPhone, ainsi que pour iPad et systèmes Android.
Le 17 juin 2020, Coop lance la nouvelle plateforme omnicanale coop.ch qui remplace Coop@home, Mondovino et l'ancien site coop.ch.

## Innovations
En novembre 2011, le site a lancé un service de drive-in sur le Sihlquai à Zurich. Les acheteurs pouvaient commande en ligne et vont y retirer leur commande,. 
Le 29 novembre 2011, Coop@home lance un nouveau projet à la Coop Bahnhofsbrücke à Zurich : les produits sont reproduits sur un poster géant, à partir duquel les clients peuvent scanner le code EAN des produits pour les ajouter à leur panier virtuel.
En 2013, Coop@home a vu le jour dans le cadre d'une collaboration entre Coop@home et Google. Les collaborateurs avaient la possibilité de faire leur courses dans une kitchenette Coop@home et de se faire livrer à l'adresse de Google à Zurich. Quelque temps après, Coop@home a étendu ce concept à d'autres sites également. Par ailleurs, un mur de shopping virtuel a été mis en place à la gare centrale de Zurich, reprenant ainsi l'idée d'un projet lancé en 2011 par Tesco en Corée du Sud, qui consistait à proposer aux pendulaires de faire leurs courses en attendant leur train,,.
En été 2015, Coop@home teste le principe de prix personnalisés pour ses clients : un produit donné aurait pu ainsi coûter moins cher pour un client qu'un autre. Ce service a prêté à controverse sur le marché,,.
En octobre 2015, La Poste commence à effectuer des livraisons pour Coop@home le dimanche dans le cadre d'un projet pilote,.
Au cours de l'été 2016, le site a changé de plateforme informatique pour renouveler son design et apporter de nouvelles fonctionnalités,.

## Faits et chiffres
En 2016, Coop@home a vu son chiffre d'affaires augmenter de 7,2 % par rapport à l'année précédente, avec un produit net de 129 millions de francs.
En 2015, Coop@home a vu son chiffre d'affaires augmenter de 5,5 % par rapport à l'année précédente, avec un produit net de 120 millions de francs. Environ 26 % des transactions ont été passées à partir d'appareils nomades,,.
En 2014, Coop@home a vu son chiffre d'affaires augmenter de 11 % par rapport à l'année précédente, avec un produit net de 114 millions de francs.
En 2012, Coop@home a vu son chiffre d'affaires augmenter de 12,6% par rapport à l'année précédente, avec un produit net de 96 millions de francs.